# Ялинівка (Рівненський район)
Яли́нівка — село в Україні, у Березнівській міській громаді Рівненського району (до адміністративно-територіальної реформи 2020 р. у Березнівському районі) Рівненської області. Населення становить 44 осіб. 

## Географія
Територія села знаходиться між лісовими масивами на річці Сергіївка, притоці річки Случ, у межах фізико-географічної області Волинського Полісся. Село розташоване за 4 км на південний захід від сіл Грушівка і Вільхівка.

## Історія

### Коротка довідка
На польських топографічних картах 20-30-х років ХХ ст. позначено село Ялинівка (у минулому називалось Городищем). За розповідями старожилів у період козацького повстання під проводом Северина Наливайка 1594-1596 рр. біля села розміщувався табір козаків та селян під проводом Лободи та Шаули. Городище також використовувалося повстанцями під час Другої світової війни. 
У ХІХ ст. у житті села і краю помітне місце посідали поміщики Валевські. Вони здавали свої землі в оренду німцям-колоністам, які стали чисельною національною меншиною краю. Відтоді та до 1940 року у селі Ялинівка (тоді Городище) масово проживали німецькі колоністи, які побудували дерев'яну лютеранську кірху та облаштували кладовище. З картографічних матеріалів відомо, що у 1913 році у Колонії Городище було 13 будинків, а у 1927 році - 38. У 1940 році етнічні німці в терміновому порядку залишають край і виїжджають до Німеччини, покинувши свої оселі, господарства, нажите добро. Лютеранський храм, як і село Городище, стояв пусткою до 1945 року поки його не розібрали та перевезли у село Бистричі, де побудували православний храм на місці спаленого німецькими окупантами храму. На початку 90-х років ХХ ст. церкву знову перебудували.
На початку ХХ ст. після проведення селянської земельної реформи малоземельні і безземельні селяни могли отримувати землю на пільгових умовах. Саме після цього у теперішніх лісах на схід від Ялинівки виникло багато поодиноких хутірських господарств. Жителі хуторів займалися лісовим промислом та вели натуральне господарство.
У радянські часи в Городищі був утворений колгосп імені Кірова. Тут діяли тваринницька ферма, тракторна бригада, пасіка. В 1966-1967 навчальному році ще діяла Ялинівська початкова школа та бібліотека. 
Назва Ялинівка введена у 1965 році після проведення реформи з укрупнення районів. Адже у об'єднаному тоді Березівському районі стало вже два села з назвою Городище, що викликало плутанину з документами. Нова назва - Ялинівка - була взята тому, що поблизу села ріс ялинковий ліс, який не зберігся до нашого часу.
12 червня 2020 року, відповідно до розпорядження Кабінету Міністрів України № 722-р від «Про визначення адміністративних центрів та затвердження територій територіальних громад Рівненської області», увійшло до складу Березнівської міської громади.
19 липня 2020 року, в результаті адміністративно-територіальної реформи та ліквідації Березнівського району, село увійшло до складу Дубенського району.

## Археологічні дослідження
Городище знаходиться на південь від села Ялинівка, у лісі, де були виявлені археологічні знахідки, які віднесли до культури гребінцево-накольчатої кераміки (ІV-ІІІ тис. до н.е.).

## Населення
За переписом населення 2001 року в селі мешкали 44 особи. 100 % населення вказало своєї рідною мовою українську мову.